# Bulgarische Eishockeyliga 1996/97
Die Saison 1996/97 war die 45. Spielzeit der bulgarischen Eishockeyliga, der höchsten bulgarischen Eishockeyspielklasse. Meister wurde zum insgesamt zehnten Mal in der Vereinsgeschichte der HK Slawia Sofia.

## Modus
In der Hauptrunde absolvierte jede der fünf Mannschaften insgesamt acht Spiele. Die beiden Erstplatzierten der Hauptrunde qualifizierten sich für das Meisterschaftsfinale. Für einen Sieg erhielt jede Mannschaft zwei Punkte, bei einem Unentschieden gab es einen Punkt und bei einer Niederlage null Punkte.

## Hauptrunde
|    | Klub                | Sp | S | U | N | Tore   | Punkte |
| -- | ------------------- | -- | - | - | - | ------ | ------ |
| 1. | HK Slawia Sofia     | 8  | 6 | 1 | 1 | 57:16  | 13     |
| 2. | HK Metallurg Pernik | 8  | 6 | 1 | 1 | 40:16  | 13     |
| 3. | HK Lewski Sofia     | 8  | 3 | 1 | 4 | 51:29  | 7      |
| 4. | Akademik Sofia      | 8  | 3 | 1 | 4 | 36:35  | 7      |
| 5. | HK ZSKA Sofia       | 8  | 0 | 0 | 8 | 12:100 | 0      |

Sp = Spiele, S = Siege, U = unentschieden, N = Niederlagen, OTS = Overtime-Siege, OTN = Overtime-Niederlage, SOS = Penalty-Siege, SON = Penalty-Niederlage

## Playoffs

### Spiel um Platz 3
- HK Lewski Sofia – Akademik Sofia 3:0 (6:2, 3:2, 8:3)

### Finale
- HK Slawia Sofia – HK Metallurg Pernik 3:0 (6:2, 3:1, 5:1)

## Auszeichnungen
Zum besten Torhüter der Saison wurde Konstantin Michailow von Lewski Sofia gewählt. Bester Verteidiger war Kiril Petrow und bester Stürmer Zlatko Zinowiew, beide ebenfalls von Lewski. Jowko Terziew von Lewski Sofia war Topscorer der Liga. Und der Tabellendritte wurde schließlich auch mit dem Fair-Play-Pokal ausgezeichnet.